# Berge Kotelnitcheskaïa

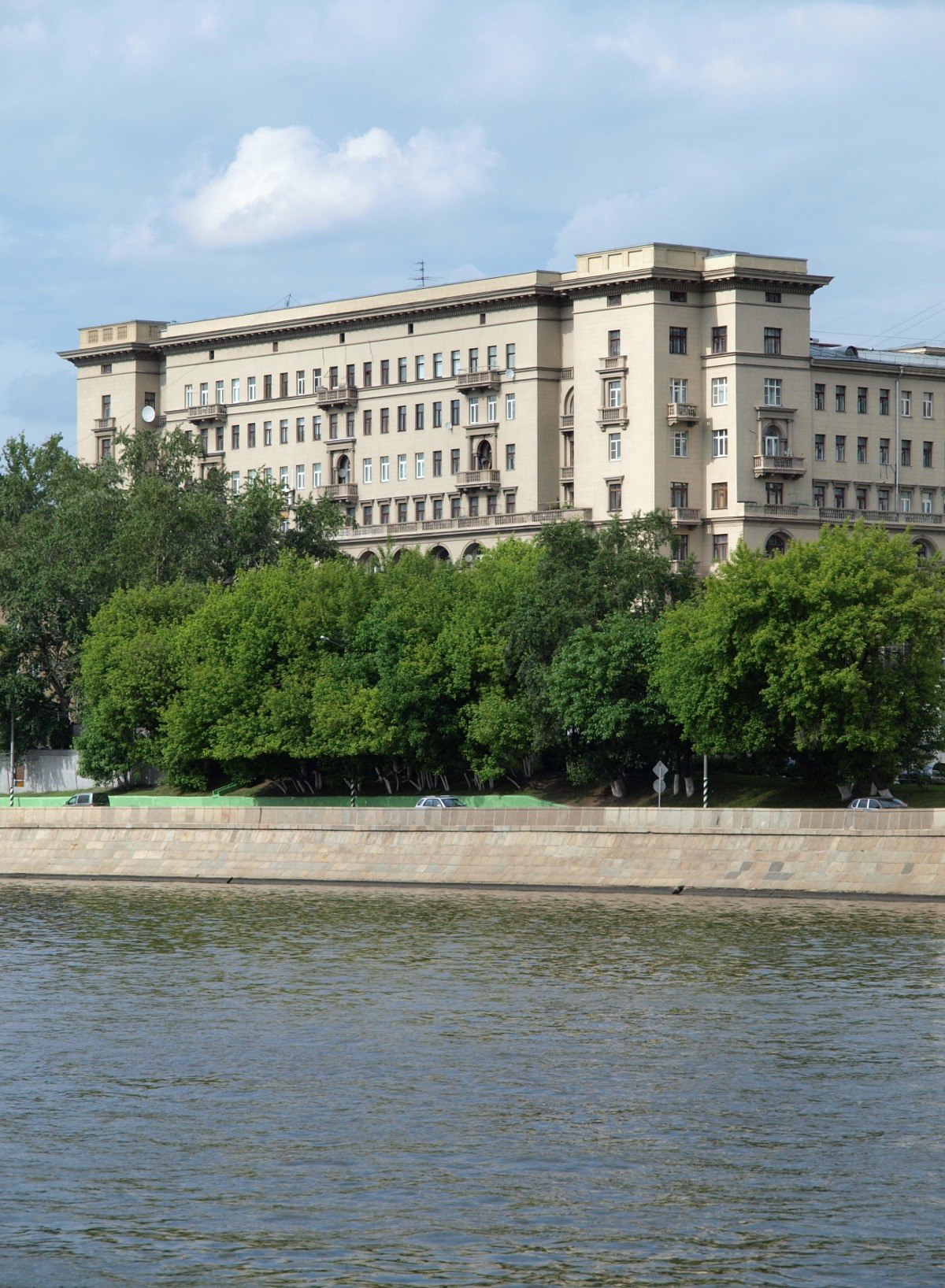
Vue du quai au N°31

La berge Kotelnitcheskaïa (en russe : Котельническая набережная, Kotelnitcheskaïa Naberejnaïa) est un quai de Moscou. 

## Situation et accès
Située sur la rive gauche de la Moskova dans le district municipal de Taganski, au centre, elle s'étend de l'embouchure de la Iaouza à l'ouest jusqu'au pont Bolchoï Krasnokholmski à l'est.

## Bâtiments remarquables et lieux de mémoire
La berge est particulièrement remarquable par son immeuble stalinien érigé de 1949 à 1952. Haut de 176 mètres, il s'agit d'un immeuble d'habitation qui surplombe la Iaouza, la Moskova et le pont Bolchoï Oustinski.